# Liste der Kulturdenkmäler in Galenberg
In der Liste der Kulturdenkmäler in Galenberg sind alle Kulturdenkmäler der rheinland-pfälzischen Ortsgemeinde Galenberg aufgeführt. Grundlage ist die Denkmalliste des Landes Rheinland-Pfalz (Stand: 12. Juni 2023).

## Einzeldenkmäler
| Bezeichnung                    | Lage               | Baujahr | Beschreibung                              | Bild                           |
| ------------------------------ | ------------------ | ------- | ----------------------------------------- | ------------------------------ |
| Katholische Kapelle St. Rochus | Hauptstraße 9 Lage | 1729    | Saalbau, 1729; Grabkreuz, bezeichnet 1727 | weitere Bilder Fotos hochladen |